# Тимон (Король Лев)
Тимон (англ. Timon) — вымышленный персонаж, антропоморфный сурикат, герой анимационного фильма «Король Лев», выпущенного киностудией «Walt Disney Pictures» в 1994 году. Появляется в первой части трилогии, спасая вместе с другом Пумбой львёнка Симбу от смерти в пустыне. Играет закадровую, но немаловажную роль на протяжении двух первых частей (об этом мы узнаём из фильма «Король Лев 3: Хакуна матата», а также из отдельных эпизодов первых частей). Вместе с Пумбой следует идее «Хакуна Матата», что значит «жизнь без забот».

## Создание

### Озвучивание
Нейтан Лейн изначально пробовался на роль Зазу, но после встречи с Эрни Сабеллой в звукозаписывающей компании, актёры, работавшие вместе в мюзикле «Парни и куколки», попросили записываться вместе в ролях гиен. Режиссёры же решили снимать этот дуэт как Тимона и Пумбу.

## Биография
У биографии Тимона есть две версии. Первая версия рассказывается в одном из эпизодов мультсериала «Тимон и Пумба», вторая рассказывается в мультфильме «Король Лев 3: Хакуна матата».

### Версия № 1
Тимон жил и вырос в городе сурикатов. Он работал охранником запасных ворот в город, которыми никто не пользовался, и поэтому работа у него была не очень. Однажды он покидает пост, чтобы встретиться с Татьяной, дочкой герцога города, и через ворота пробирается гигантская кобра и похищает Татьяну, а жители считают, что она мертва, и после этого случая Тимона изгоняют из города.
На блуждающего по саванне Тимона вскоре нападают гиены и загоняют его в своё убежище, где он знакомится с Пумбой, и с его помощью они сбегают. Так начинается их дружба.
Одним утром они находят кобру, а вместе с ней и живую Татьяну. Вместе они побеждают кобру и спасают дочку герцога, а затем возвращаются в город сурикатов. Тимон просит герцога оставить Пумбу в городе сурикатов, но тот отказывается.

### Версия № 2
В третьей части фильма Тимон рассказывает историю своей жизни до знакомства с Пумбой и начала «Хакуны Мататы». Мы узнаём, что он долгое время жил в колонии сурикатов, где был отстранён от работы землекопа за обрушение нескольких тоннелей, а затем после неудачного караула и нападения гиен, решил уйти из колонии. У старого дуба он встретил мандрила Рафики, который посоветовал ему найти Хакуна Матату и «взглянуть за пределы того, что видишь». Не осознав метафору, Тимон воспринимает слова буквально и начинает оглядываться по сторонам. Он решает двинуться к Скале Предков, на земли Прайда, не зная, что там проходит церемония представления Симбы. Встретив по пути бородавочника Пумбу, также ушедшего от стаи, он решает «нанять» его, поскольку дурной запах отпугивает хищников. Придя к Скале Предков, герои решают, что место уже занято другими животными и решают идти дальше. Тимон предлагает идти сквозь толпу, но Пумба обычно нервничает среди большого скопления посторонних и, не удержавшись, пускает газы, поскольку страдает метеоризмом. Носороги падают в обморок, а все остальные по цепной реакции начинают преклоняться перед царской семьёй. Через некоторое время Тимон и Пумба всё же находят райский уголок, оказывается, что это то самое место, про которое твердил Пумба, но Тимон не придавал значения этим словам. Прожив в блаженстве некоторое время, друзья спасают львёнка Симбу от верной смерти, поначалу желая заиметь с ним дружбу в целях защиты от хищников, но позже они начинают опекать его и выращивают взрослого льва. В конце первого фильма Симба находит свою любовь в лице подруги детства Налы, а Тимон с Пумбой спорят насчёт того, следует ли им остаться в Хакуне Матате, либо же последовать за другом, решившим взойти на престол. Оставшись один, Тимон встречается с Рафики и разговаривает сам с собой, предугадывая фразы мандрила. Понимая, что Хакуна Матата ушла вместе с друзьями, Тимон просит удара посохом и спешит в земли Прайда. На Скале Предков он с Пумбой помогает Симбе свергнуть Шрама и избавиться от гиен, после чего остаётся жить со львами в качестве воспитателя для Киары, советника и друга для Короля.